# Jake Hanes
Jake Ryan Hanes (Orland Park, 3 maggio 1998) è un pallavolista statunitense, opposto dello Charlottenburg.

## Carriera

### Club
La carriera di Jake Hanes inizia nel 2009, muovendo i primi passi nell'Ultimate; partecipa in seguito ai tornei scolastici dell'Illinois, giocando con la Carl Sandburg HS. In seguito approda nel campionato universitario di NCAA Division I con la Ohio State: dopo aver saltato l'annata 2017, gioca per i Buckeyes dal 2018, quando raggiunge le semifinali nazionali e viene inserito nel miglior sestetto del torneo, al 2019, rinunciando ad altri due anni di eleggibilità sportiva per andare in collegiale con la nazionale statunitense.
Nella stagione 2020-21 inizia la sua carriera professionistica in Francia, dove partecipa alla Ligue A con l'Arago de Sète. Nella stagione seguente approda invece nel campionato cadetto polacco per vestire la maglia del Bielsko-Bialskie, con cui conquista la promozione in Polska Liga Siatkówki, categoria dove milita con lo stesso club nella stagione 2022-23; resta nella massima divisione polacca anche per il campionato 2023-24 difendendo i colori del Cuprum Lubin.
Nella stagione 2024-25 si accasa allo Charlottenburg, nella 1. Bundesliga tedesca, con cui si aggiudica la Coppa di Lega e la Coppa di Germania, venendo premiato in entrambe le occasione come MVP.

### Nazionale
Debutta in gara ufficiale con la nazionale statunitense in occasione della Volleyball Nations League 2021, mentre un anno dopo vince la medaglia di bronzo alla Coppa panamericana. Nel 2023 conquista l'argento alla Volleyball Nations League e l'oro al campionato nordamericano.

## Palmarès

### Club
- Coppa di Germania: 1

2024-25
- Coppa di Lega: 1

2024

### Nazionale (competizioni minori)
- Coppa panamericana 2022

### Premi individuali
- 2018 - NCAA Division I: Los Angeles National All-Tournament Team
- 2024 - Coppa di Lega: MVP